# Хіпобоскоз
Хіпобоскоз (Hippoboscosis) — ентомоз людини і тварин, викликаний укусами кровососок, характеризується дерматитом.

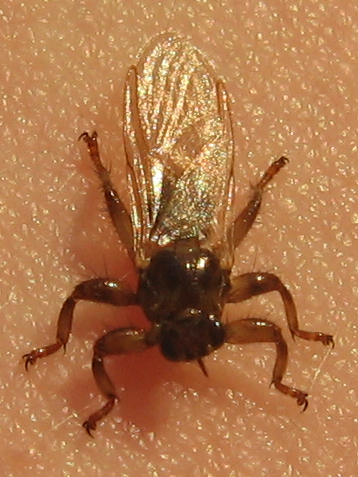
Lipoptena cervi

Оленья кровососка - облігатний ціложиттєвий ектопаразит, самці і самки харчуються виключно кров'ю теплокровних тварин. Довжина тіла крилатої особини 3-3,5 мм. Паразит зустрічаються по всій території Європи (крім Крайньої Півночі), в Азії, на північному заході Африки та в Північній Америці.
Оленья кровососка зустрічаються в лісах, в населених пунктах мешкає кінська кровососки. Уколи їх болючі і викликають подразнення шкіри. При масовому розмноженні нападають на людину та пташині кровососки, наприклад, іноді нападає на людину кровососка кратерину. Вона є гніздовим паразитом ластівок та стрижею.
Влаштувавшись у волоссі чи під одягом, мухи приступають до кровососання (іноді через 30-60 хв.). Момент укусу не викликає у людини хворобливих відчуттів, - до виникнення ураження шкіри проходить прихований період тривалістю від 30 хв до 3 і більше місяців. На місці укусів з'являються розеолезні, уртикарні, папулезні і вузлуваті висипання, що сверблять, що локалізуються переважно на потилиці, скронях, шиї і на місцях щільного прилягання одягу. У центрі елементів можна виявити геморагічну скоринку або везикули. Можуть виникати папульозна висипка з скоринкою і сильний свербіж (регресуючі через 10-12 днів), пухирі, при цьому у всіх спостерігався піднесений стійкий червоний дермографізм. Вузлики, що з'являються через 2-3 місяці після укусів, відрізняються безболісністю, щільною консистенцією, буро-синюшним кольором. Через 5-6 місяців вузлики дозволяються, залишаючи рубчик або пігментну пляму.
Можливо, оленяча кровососка може при укусі передавати тваринам і людині збудника хвороби Лайма, у всякому разі, ці спірохети часто виявляються у голодних кровососок
Лікування: призначаються десенсибілізуючі засоби, зовнішньо протизудні спиртові розчини, можна прикладати содовий розчин з розрахунку 1 чайна ложка на склянку води, бовтанки. На існуючі вузлики наносять сильнодіючі кортикостероїдні мазі під поліетиленову плівку (1 раз на день). Прогноз сприятливий.